# William Shatner's TekWar
William Shatner's TekWar es un videojuego de disparo en primera persona lanzado en 1995, derivado de la serie de novelas TekWar creadas por William Shatner y escritor fantasma del autor de ciencia ficción Ron Goulart. Fue diseñado utilizando el motor Build engine.

## Trama
La narrativa del juego se lleva a cabo utilizando escenas al comienzo y al final de cada nivel, con el propio Shatner (en el personaje de Walter Bascom) como narrador. Las escenas varían según el desempeño del jugador durante las misiones: si el jugador no dispara a ningún personaje inocente que no sea jugador (NPC), mata al TekLord en la misión y no genera ninguna tensión (es decir, caminando con el arma desenfundada), Bascom lo felicita. Por otro lado, disparar a personajes inocentes o abortar la misión hace que amenace con volver a ponerlo en Crio-almacenamiento.
La trama del juego consiste en un ex policía que actúa como un agente deshonesto bajo la dirección directa de Walter Bascom, exterminando a los traficantes de drogas ("TekLords") que venden "Tek", una droga neurológica altamente adictiva. Bascom envía al jugador a través de varias misiones para matar a TekLords. Matar a cada TekLord les da a los jugadores un símbolo para ser llevado a Matrix, un mundo virtual de computadoras donde los jugadores deben descifrar el significado de los símbolos. Matar a los siete TekLords hace que los jugadores regresen a Matrix una última vez para detener un sistema de distribución de Tek que está conectado a Matrix.
Al detener el sistema de distribución Tek de manera exitosa, Bascom felicita al jugador por sus acciones, le promete un sitio permanente en su agencia y una garantía que su sentencia será revocada.

## Modo de Juego
Las dos características más distinguibles son el sistema de niveles basado en hub (todos los niveles están interconectados por una estación de metro) y el hecho de que a todos los NPC del juego se les puede disparar (enemigos, policías y civiles). Si el jugador saca su arma, los policías atacarán. Cuando un policía o un enemigo muere, se puede recoger su munición. Los civiles reaccionan cuando el jugador les apunta con el arma. Las misiones se completan cuando el TekLord de esa misión es derrotado en combate.

## Recepción
Maximum elogió la combinación del juego de acción con acertijos y estrategia, gráficos impresionantes, un vasto mundo de juego libre y multijugador en red. Al decir que el único problema con el juego es que los enemigos pueden comenzar a disparar contra el personaje del jugador cuando están demasiado lejos para distinguirlo, concluyeron que "a primera vista puede parecer otro clon de Doom bonito, pero mira más de cerca y verás que TekWar tiene suficientes ángulos e ideas nuevas para que se destaque como un juego genial por derecho propio". Le dieron 3 de 5 estrellas.  Un crítico de Next Generation estuvo de acuerdo en que Tekwar se destaca de otros juegos de disparos en primera persona, pero sintió que las mecánicas sin sentido del juego superan su frescura. Particularmente se quejó de que aunque la policía dispare contra el personaje del jugador cuando tiene su arma desenfundada en público, no muestran reacción si un enemigo dispara sobre el personaje del jugador, y en realidad ayudará al enemigo del jugador si este intenta defenderse. Concluyendo que "Solo los fanáticos fanáticos de 'TekWar' o Bill Shatner lo comprarían, e incluso probablemente no les gustaría", le dio 1 de 5 estrellas. 

## Legado
Alrededor del 2006, el ex programador de Capstone Software, Les Bird, liberó el código fuente de varios juegos de Capstone abandonados (cuando Capstone se retiró en 1996), entre ellos el de TekWar de William Shatner .